# Road Dogs (romanzo)
Road Dogs è un romanzo noir dello scrittore statunitense Elmore Leonard, pubblicato negli Stati Uniti nel 2009 e in Italia nel 2012.
Il titolo, letteralmente cani di strada, deriva dallo slang carcerario americano con il quale si definiscono due amici che in prigione si spalleggiano e si difendono l'uno con l'altro.
Come abitudine dello scrittore, nell'opera agiscono personaggi già apparsi in altri romanzi: Jack Foley e Karen Sisco da Fuori dal gioco (Out of Sight), Cundo Rey da Dissolvenza in nero (LaBrava) e Dawn Navarro da A caro prezzo (Riding the Rap).

## Trama
(Elmore Leonard, Road Dogs)
Il cubano Cundo è appena stato trasferito nella prigione di Glades in Florida dove conosce Jack Foley che era evaso ed è appena stato riacciuffato. Foley è un divo tra la popolazione carceraria, noto per aver portato a segno quasi duecento rapine in varie banche. Jack sfrutta la sua notorietà nel carcere e il rispetto che gli altri prigionieri gli tributano a vantaggio di Cundo, tenendolo fuori dai guai. Tra i due si instaura una profonda stima e amicizia tanto che Cundo, condannato a soli sette anni di carcere per omicidio, grazie all'intervento di una bravissima ma costosa avvocatessa, Megan Norris, riesce a far ridurre la pena dell'amico da trent'anni a trenta mesi, accollandosi la parcella della professionista.
Cundo si fida così tanto di Jack da convincerlo, una volta scarcerato, a trasferirsi in una delle sue ville a Venice (Los Angeles) in California e ad aspettarlo per fare affari insieme. Mentre Jack aspetta che Cundo sconti i pochi mesi di pena che gli rimangono, fa la conoscenza della ragazza del cubano, la bella e disinibita Dawn Navarro che, aspettando la liberazione del suo uomo, si finge medium truffando ricchi abitanti di Venice. Jack è convinto che l'amico ben presto gli presenterà il conto per l'aiuto fornito nella riduzione della pena e non è sicuro di voler accettare le sue proposte d'affari, di cui ignora i particolari. Nell'attesa, Jack ha una relazione con Dawn che gli chiede dii aiutarla a derubare Cundo di tutti i suoi soldi, amministrati dall'amico Monk omosessuale ma segretamente innamorato della ragazza.
Nel frattempo Jack viene pedinato dal poliziotto Lou Adams che è convinto che il rapinatore seriale ben presto porterà a segno un altro colpo e, dopo averlo minacciato, lo fa sorvegliare da un gruppo di delinquenti, tra cui Tico, già amante di Dawn.
La ragazza non ha ben definito un piano per derubare Cundo ma quando Jack fa capire a Dawn di non essere disposto a tradire l'amico, lei si rivolge a Tico facendogli la stessa proposta. Nel frattempo Cundo è stato scarcerato e ritorna a Venice dalla donna, di cui intuisce l'infedeltà. Dawn si rende conto di non aver più alcun controllo su Cundo e non esita a ucciderlo aiutata da Tico. Dawn prende tempo e nasconde il corpo in attesa di trovare il modo di appropriarsi del denaro del morto, depositato su conti intestati a Monk che fungeva da prestanome. Jack intuisce la fine dell'amico e scampa fortunosamente alla morte per mano di Dawn,  eliminando a sua volta Tico buttandolo giù da un tetto; l'ex rapinatore promette alla donna di farla arrestare se non rinuncia al denaro di Cundo. Dawn è costretta quindi a nascondersi vedendo naufragare tutti i suoi ambiziosi progetti. Jack riesce a farsi intestare una delle ville di Cundo da Monk e convince il poliziotto Adams a lasciarlo in pace avendo rinunciato per sempre alla carriera di rapinatore di banche.

## Personaggi
Jack FoleyRapinatore di banche seriale, viene arrestato dopo aver portato a segno centosettantacinque colpi. Evade di prigione rapendo l'attraente sceriffo Karen con la quale ha una relazione ma che lo fa arrestare dopo avergli sparato ad una gamba. Condannato a trent'anni di carcere la sua pena viene ridotta da una brava ma costosa avvocatessa, pagata dall'amico e compagno di carcere Cundo. Uscito di prigione ha una relazione con la donna dell'amico ma non accetta di tradirne la fiducia uccidendolo e derubandolo come la ragazza vorrebbe.
Cundo ReyFaccendiere, omicida, con un passato da spacciatore e gigolò. Crede nell'amico Jack di cui si fida incondizionatamente. Viene assassinato dalla sua stessa donna, Dawn che aveva aspettato che fosse uscito dal carcere per appropriarsi di tutti i suoi averi.
Megan NorrisAgguerrita avvocatessa che, dopo aver patteggiato una pena irrisoria per Cundo, riesce a far ridurre la detenzione di Jack da trenta anni a trenta mesi.
Karen SiscoLa poliziotta che viene rapita dai complici di Jack durante la loro evasione dalla prigione. Ha una storia con Jack e gli spara a una gamba facendolo arrestare ma salvandogli la vita. Testimonia a suo favore durante la revisione del processo dichiarando che l'uomo in realtà non voleva scappare ma che era stato costretto alla fuga dagli altri evasi.
James RiosMeglio noto come Little Jimmy e soprannominato "Monk", ex compagno di cella di Cundo, ne diventa il contabile e l'amministratore dei beni. Omosessuale, è tuttavia innamorato di Dawn e pur di non contrariarla, sarebbe disposto a derubare l'amico e datore di lavoro, pur avendone paura.
Danny KarmanosGiovane attrice, da poco vedova, crede che il marito morto infesti la sua casa. Dawn appoggia queste fantasie per spillare denaro alla donna.
ZorroLa guardia del corpo di Monk.
TicoGangster da quattro soldi, amante di Dawn. Cerca di uccidere Jack con un goffo piano, organizzando una partita a pallone sul tetto di una casa. Jack lo fa cadere di sotto uccidendolo.

## Edizioni
- (EN) Elmore Leonard, Road Dogs, 1ª ed., HarperCollins, 2009,  p. 262, ISBN 978-00-61-77470-6.
- Elmore Leonard, Road Dogs, Stile libero Noir, Einaudi, 2012,  p. 307, ISBN 978-88-06-19796-4.